# 颱風玉兔 (2007年)
颱風玉兔 （菲律賓大氣地理天文部門：Amang，國際編號：0702，聯合颱風警報中心：02W）是2007年太平洋颱風季的一個熱帶氣旋。
「玉兔」是中國所提供的名字，指的是居於月亮上的玉兔。

## 發展過程
玉兔於5月15日晚上在關島西南偏南約570公里發展為一個熱帶低氣壓，初時緩慢西移。翌日晚上，玉兔增強為熱帶風暴，轉向西北偏西移動，5月18日早上，玉兔增強為強烈熱帶風暴並轉向以西北移動，翌日早上進一步增強為颱風，當晚轉向北移動。
5月20日，颱風玉兔達到顛峰，其中心風力高達每小時175公里，翌日玉兔受到乾燥氣流及低水溫影響，開始減弱並轉向東北移動。玉兔於5月22日早上減弱為強烈熱帶風暴，並於當晚硫磺島東北偏東約890公里轉化為溫帶氣旋。

## 外部連結
- （英文）https://web.archive.org/web/20090826230250/http://metocph.nmci.navy.mil/jtwc.php 聯合颱風警報中心首頁
- （日語）http://www.jma.go.jp/jma/index.html （页面存档备份，存于） 日本氣象廳首頁
- （繁體中文）http://www.cwb.gov.tw （页面存档备份，存于） 中央氣象局首頁
- （英文）http://www.pagasa.dost.gov.ph/ （页面存档备份，存于） 菲律賓大氣地球物理和天文管理局首頁